# NGC 55
NGC 55 je galaksija u zviježđu Kipar. Naziva se ponekad i kitova galaksija, a nalazi se oko 6,5 milijuna svjetlosnih godina od Zemlje. Zajedno sa susjedom NGC 300, jedna je od najbližih galaksija Mjesnoj skupini, koja vjerojatno leži između Mliječnog puta i Kiparove skupine. 
NGC 55 i spiralna galaksija NGC 300 tradicionalno su identificirani kao članovi Kiparove skupine, obližnje skupine galaksija u istoimenom zviježđu. No, nedavna mjerenja udaljenosti pokazuju da dvije galaksije zapravo leže u prvom planu. 
Vjerojatno je da NGC 55 i NGC 300 tvore gravitacijski vezan par. 

## Vanjske poveznice
- SEDS: NGC 0055